# المنطقة الجغرافية الحيوية الأناضولية
المنطقة الجغرافية الحيوية الأناضولية هي منطقة بيوجغرافية في تركيا، وفقًا لتعريف الوكالة الأوروبية للبيئة.

## جغرافيا
تغطي المنطقة البيوجغرافية الأناضولية الجزء الداخلي والشرقي من الأناضول، وتستثني المناطق الساحلية المطلة على البحر الأسود والبحر الأبيض المتوسط. وتشمل هضبة الأناضول الوسطى، وجبلي بونتيك وطوروس، وشمال بلاد الرافدين. وتعد هذه المنطقة منطقة جبلية حديثة الطيّ تشكلت من صخور رسوبية تعود إلى حقبة الحياة القديمة حتى العصر الرباعي أي منذ 539 مليون سنة وحتى الوقت الحاضر.
تنتشر في المنطقة العديد من التداخلات الصخرية ومساحات واسعة من المواد البركانية الحديثة، منها جبل أرارات الذي يبلغ ارتفاعه 5137 مترًا، مع عدم وجود نشاط بركاني حالياً. المنطقة غير مستقرة جيولوجيًا وعرضة بشكل كبير للزلازل. يبلغ متوسط ارتفاعها حوالي 900 متر فوق مستوى سطح البحر، وتتميز بتضاريس وعرة تحيط بمناطق ذات ميل خفيف أو أرض مستوية. من أهم الأنهار فيها نهر الفرات، ودجلة، وقيزيل إرماك، ونهر صقاريا.

## البيئة
تشهد معظم أنحاء المنطقة معدلات منخفضة من الأمطار، وتتميز بتباين كبير في درجات الحرارة بين الصيف والشتاء، كما تُعد نقطة انتقال حيوي بين قارتي أوروبا وآسيا، وتحتضن العديد من الثدييات التي تنحدر أصولها من شمال إفريقيا أو آسيا. كما توجد فيها العديد من الأنواع النباتية المتوطنة المتكيفة مع ظروف الجفاف والسهوب المالحة. وتشمل التهديدات التي تواجه التنوع الحيوي في المنطقة مثل الزراعة، والرعي الجائر، بالإضافة إلى مشاريع السدود وتصريف المياه.
تشهد معظم أنحاء المنطقة معدلات منخفضة من التساقطات المطرية، وتتميّز المنطقة بتباين كبير في درجات الحرارة بين فصل الصيف وفصل الشتاء، كما تُعد نقطة انتقال حيوي بين قارتي أوروبا وآسيا.